# حمد القلاف
حمد القلاف (مواليد 4 ديسمبر 1999) هو لاعب كرة قدم كويتي محترف، يلعب في مركز الظهير الأيسر مع النادي العربي ومنتخب الكويت.

## مسيرته مع الاندية

### السالمية

#### 2019-2023
من خلال نظام الفئات السنية، كان حسن أحد أبرز اللاعبين في خط الدفاع في الكويت، حيث تم استدعاؤه إلى الفريق الأول خلال موسم 2019-2020 كلاعب ضمن التشكيلة بالتناوب. وقد شارك في نهائي كأس كأس أمير الكويت 2022، حيث خسر أمام نادي القادسية. وقد عانى حمد، إلى جانب عدد كبير من اللاعبين المحليين، من تأخر صرف الرواتب في صيف عام 2022، لكن سرعان ما تم التعامل مع المشكلة.

### العربي

#### 2023-2025
في 13 يوليو 2023، وقّع حمد مع العربي وذلك بعد فشله في ذلك قبل عام حين طلب فسخ عقده. وقد أصبح لاعبًا أساسيًا في كل من النادي والمنتخب الوطني.

## المسيرة الدولية
تم استدعاء حمد لأول مرة في سبتمبر 2020، وشارك لأول مرة في سن العشرين مع الكويت في عام 2021 في يناير ضد هزيمة 1-0 أمام فلسطين حيث لعب 8 دقائق. شارك في كأس الخليج العربي 25 وتشكيلة بطولة اتحاد جنوب آسيا لكرة القدم 2023 ولعب في تصفيات كأس العالم 2026 .
تم استدعاء حمد لأول مرة في سبتمبر 2020، وشارك لأول مرة مع منتخب الكويت في يناير 2021 عن عمر 20 عامًا، في مباراة انتهت بخسارة 1-0 أمام فلسطين، لعب خلالها 8 دقائق. كما تم اختياره ضمن تشكيلة كأس الخليج العربي 25 وبطولة اتحاد جنوب آسيا لكرة القدم 2023، وشارك في تصفيات كأس العالم 2026.

## الإحصائيات

### الأندية
آخر تحديث 21 مايو 2025
.
| النادي   | الموسم  | الدوري         | الدوري | الدوري  | الكأس  | الكأس   | قاري   | قاري    | أخرى   | أخرى    | المجموع | المجموع |
| النادي   | الموسم  | الدرجة         | الظهور | الأهداف | الظهور | الأهداف | الظهور | الأهداف | الظهور | الأهداف | الظهور  | الأهداف |
| -------- | ------- | -------------- | ------ | ------- | ------ | ------- | ------ | ------- | ------ | ------- | ------- | ------- |
| السالمية | 2019–20 | الدوري الكويتي | 3      | 0       | 1      | 0       | —      | —       | 0      | 0       | 4       | 0       |
| السالمية | 2020–21 | الدوري الكويتي | 16     | 0       | 2      | 0       | —      | —       | 6      | 0       | 24      | 0       |
| السالمية | 2021–22 | الدوري الكويتي | 21     | 0       | 2      | 0       | —      | —       | 4      | 0       | 27      | 0       |
| السالمية | 2022–23 | الدوري الكويتي | 21     | 0       | 1      | 0       | —      | —       | 2      | 0       | 25      | 0       |
| العربي   | 2023–24 | الدوري الكويتي | 20     | 0       | 2      | 0       | 4      | 0       | 3      | 0       | 27      | 0       |
| العربي   | 2024–25 | الدوري الكويتي | 18     | 0       | 2      | 0       | 6      | 0       | 2      | 0       | 32      | 0       |
| المجموع  | المجموع | المجموع        | 99     | 1       | 10     | 0       | 10     | 0       | 21     | 0       | 141     | 0       |

1. ↑   جميع المشاركات في كأس ولي العهد وكأس السوبر الكويتي وكأس الاتحاد الكويتي
2. ↑   جميع المشاركات في كأس الاتحاد الآسيوي
3. ↑   جميع المشاركات في دوري التحدي الآسيوي

### المنتخب
آخر تحديث 5 يونيو 2025
.
| المنتخب الوطني | السنة   | الظهور | الأهداف |
| -------------- | ------- | ------ | ------- |
| الكويت         | 2021    | 11     | 0       |
| الكويت         | 2022    | 3      | 0       |
| الكويت         | 2023    | 10     | 0       |
| الكويت         | 2024    | 2      | 0       |
| الكويت         | 2025    | 0      | 0       |
| المجموع        | المجموع | 26     | 0       |

## روابط خارجية
- حمد القلاف على موقع قاعدة بيانات كرة القدم.إي يو (الإنجليزية)
- حمد القلاف على موقع Soccerway.com (الإنجليزية)
- حمد القلاف على موقع عالم كرة القدم.نت (الإنجليزية)